# The Biggest Loser
The Biggest Loser é um programa de televisão com o formato de reality show.
Tem sido adaptado e transmitido em vários países. A versão original é transmitida nos Estados Unidos pela NBC, cuja estreia ocorreu em 19 de outubro de 2004. Os concorrentes são obesos e tentam perder peso em busca de um prémio.

## Adaptações

### Portugal
A adaptação portuguesa recebeu o nome de Peso Pesado. A 1ª edição estreou no dia 1 de Maio de 2011 na SIC e tem como apresentadora Bárbara Guimarães.

### Brasil
A adaptação brasileira recebeu dois nomes diferentes:
Primeira edição: O Grande Perdedor (2005); 
Segunda edição: Quem Perde Ganha (2007).
Ambas as edições foram apresentadas pelo SBT.